# Saurida suspicio
Saurida suspicio is een straalvinnige vissensoort uit de familie van de hagedisvissen (Synodontidae). De wetenschappelijke naam is gepubliceerd in 1927 door Breder.
Het is een vis van maximaal 9 cm die koraalriffen en zanderige zeebodems bewoont. De soort komt voor in de westelijke Atlantische Oceaan en de Caraïbische Zee.